# Lolita KompleX
Lolita KompleX ist eine in Wien ansässige österreichische Band. 

## Geschichte
Lolita KompleX wurde Anfang 2008 von Eve Evangel (Gründungsmitglied von Sanguis et Cinis), nana und Dushi (ehem. Sanguis et Cinis) gegründet. 2010 hat die Band einen Plattenvertrag bei Echozone/Sony unterschrieben. Im September 2011 war die Band auf Japan-Tour.

## Stil
Die Band ist bekannt für ihren Mix aus Rock und Metal mit japanisch inspirierten Lolita- und Visual-Kei-Elementen. 

## Diskografie
Alben
- 2011: Le Cabaret des Marionnettes
- 2015: The Greatest Show on Earth
- 2019: Escapism

Samplerbeiträge
- 2010: LausBub (auf Various Artists – Echozone – Plasmatic Mutation)
- 2012: All the Things She Said (limitiert auf 250 Stück)